# 傳送門
《傳送門》是一款由威尔乌所開發的第一人稱平台解謎遊戲，於2007年10月9日與《戰慄時空2：二部曲》、《絕地要塞2》等遊戲一起裝置於《橘盒》遊戲包上市，可以在Windows、Xbox 360與PlayStation 3三種平台上運行。除了購買《橘盒》外，玩家也可以透過Steam線上服務購買該遊戲，或是在2008年4月9日後直接購買該遊戲的獨立零售版本。2008年10月22日，一个名为《传送门：仍然活着》（英語：Portal: Still Alive）的独立版本在Xbox Live Arcade中发布。在2010年5月12日，維爾福成功將Steam平台移植到Mac OS X，並且將該遊戲移植到Mac OS X。2013年維爾福将游戏移植到Linux系统中，5月2日发布beta版，7月24日发布正式版本。2014年5月12日，发布於以Android作為作業系統的Nvidia Shield Portable掌機。內含《傳送門》與《傳送門2》的《傳送門：同伴合集》於2022年6月28日在任天堂Switch平台推出。
該遊戲以一連串的解謎難關組成，玩家必須利用手中的「光圈科學手持傳送門裝置」（簡稱為傳送槍）打造傳送門，為自己開條到出口的路。該遊戲只有兩個人物，一个是主角，名为雪儿（英語：Chell (Portal)），另一个是名为GLaDOS（Generic Lifeform and Disk Operating System，通用生命体与磁盘操作系统）的人工智能。遊戲內的難關全部由GLaDOS所設置。GLaDOS宣稱，只要主角能解開所有的謎團（“完成测试”），就可以獲得蛋糕。該遊戲的創作概念源自一群迪吉彭理工學院学生开发的解謎遊戲《Narbacular Drop》，后来這些學生被維爾福雇用，而《傳送門》就是他們日後的創作結晶。
雖然該遊戲的劇情長度很短，但該遊戲依然被認為是2007年最出色的遊戲之一。該遊戲獨特的玩法以及黑色幽默的劇情普遍獲得評論家讚賞，另外很多評論家也特別讚賞遊戲對於GLaDOS的角色塑造與片尾曲《仍然活着》。由於該遊戲很受到玩家的歡迎，維爾福也推出一系列的相關商品，許多玩家也自製遊戲內的蛋糕與相關物品。
續作《傳送門2》已於2011年4月18日推出。

## 玩法
在遊戲當中，玩家以第一人稱的視角控制的是一名叫做雪儿（英語：Chell）的女性。雪兒是名典型的沉默主角，玩家沒辦法聽到她的聲音，但是可以利用傳送門的視覺特性看到雪兒的模樣。遊戲的場景設置於一連串的測試室（英語：Test Chamber），在內玩家必須通過各種不同的考驗才能前往下個測試室。該遊戲與其他由維爾福開發的遊戲一樣，遊戲過程當中沒有過場動畫，玩家只能透過對於主角的控制間接得知遊戲世界的資訊。

相通的藍色與橘色傳送門，從藍色傳送門端可以看見橘色傳送門端的影像。

面對遊戲中各種地形難關，玩家必須使用「光圈科學手持傳送門裝置」（Aperture Science Handheld Portal Device，簡稱為傳送門槍）解決難題。傳送門槍可以開啟藍色與橘色傳送門，兩道傳送門在三維空間上有視覺上及物理性質的連繫。兩道門沒有特定分何者為入口、何者為出口，任何物體（包括玩家）在穿過其中一道傳送門後，就會穿越另一道傳送門到達不同地點。傳送門之間還有個特點就是动量的重導向，當玩家快速通過傳送門時，其儲存的动量會被保存並且將方向重設為出口傳送門所面對的相同方向。一個最常見的例子就如展示圖所示，在地板上與高處的牆壁開啟一道傳送門，當玩家以自由落體的方式快速通過地板的傳送門時，會在高處的傳送門快速水平飛出，到達原本沒辦法抵達的地方。這種遊戲技巧被維爾福戲稱為「拋擲」，而遊戲內GLaDOS對此的解釋則是「快速進入，快速推出」。傳送門還有另一個特點，當傳送門的出口方向與地面並非平行，玩家一旦穿越傳送門，會自動被地心引力調整身體水平，而不會出現頭腳上下顛倒的情形。
雖然玩家與一般物品都可以通過傳送門，但是當傳送門存在時，玩家沒辦法藉由原先的傳送門設置新的傳送門。在創造傳送門的時候，另一道同樣顏色的傳送門會消失，也就是說，同顏色的傳送門不可能同時存在。遊戲內只有一般的牆壁才可以設置傳送門，舉凡會移動的物品、特殊材質的牆壁、玻璃、液體的表面都沒辦法被設置傳送門。遊戲中玩家常常會得到「重量儲存方塊」（英語：Aperture Science Weighted Cube），該方塊可以放置在「光圈科學超大型撞擊按鈕」（英語：Aperture Science Heavy Duty Super-Colliding Super Button）上，開啟通往出口的門。每個測試室的出口皆會設置「光圈科學物質分解網」（英語：Aperture Science Material Emancipation Grid），該分解網會分解砲塔、任何玩家攜帶的物品（傳送門槍除外），同時也會阻擋傳送門的設置。
雖然玩家的腳裝備了防高空掉落的機械鞋，但卻能被遊戲中的不同事物致死，如敵對的機槍塔（Turrets）射擊、被彈跳的高能量球（英語：Aperture Science High Energy Pellet）擊中、掉落於有害化學液體、被壓死等等。遊戲有一點跟很多第一人称射击游戏不同，玩家不能看到自身的生命量，在短時間內受到連續傷害就会死亡。不過玩家一旦脫離險境，其生命量會不停的回復。
遊戲內有三個特別模式：挑戰模式、開發人員說明與進階模式。挑戰模式在遊戲完成約一半時會解封，而進階模式和開發人員說明會在完成普通遊戲後解封。挑戰模式中，玩家有三種目標可以選擇，分別是以最少的時間、最少的腳程數、最少的傳送門設置數量完成所選擇的關卡。另外在進階模式中，關卡會變得更困難，玩家要花更多腦筋思考才可解決。
在PC、Mac OS X和Xbox 360版本中，該遊戲設置有若干個成就可供玩家解除。有些成就是劇情相關，只要玩家完成遊戲就可解除；有些成就則是使用傳送門槍達到特定的目的而解除。

## 遊戲縱覽

### 角色

雪兒的模樣。可以看到雪兒的腳上裝備了防高空掉落的機械鞋，而其手上拿的正是傳送門槍。

玩家所控制的主角名為雪儿，雪儿从来不说话。而人工智慧角色GLaDOS（Genetic Lifeform and Disk Operating System，基因生命體及磁片作業系統）由愛倫·麥克萊恩配音，其说话声有非常明显的机器人风格。
在大多數的遊戲時間，玩家只能聽到GLaDOS的聲音，而GLaDOS則透過測試室內的監視器觀察雪兒的一舉一動。關於雪兒的背景所知不多，GLaDOS曾說雪兒是名孤兒，而且沒有任何朋友，不是光圈科學的員工。不過由於GLaDOS經常說謊，因此這樣的說法十分可疑。
在官方绘制的、衔接了《传送门》和《传送门2》剧情的漫画《Portal 2: Lab Rat》中，读者可以得知，雪儿是被光圈科学前员工道格·拉特曼（Doug Rattmann）特意选中作为测试对象的。

### 劇情

光圈科学标志

《传送门》的故事发生在光圈科技的设施之中。玩家所处的位置被GLaDOS称作“光圈科学计算机辅助丰富学习中心”（英語：Aperture Science Computer-aided Enrichment Center）。
遊戲開始時，雪儿在一間休息室內的床上起身，接著聽到一道由GLaDOS發出的機械聲告訴她接下來她要面對的考驗、指示及警告。GLaDOS並答應雪儿完成所有實驗室的任務後會得到蛋糕作為獎勵。然而從GLaDOS的話語中我們可以知道它的性格不單單是一部普通電腦，而是一個AI。
雖然每一關都有監視攝影機和玻璃監視室，但雪儿從來沒有見過當中有任何的人。整個遊戲的交流對象僅有GLaDOS一個。隨著遊戲發展，GLaDOS漸漸地顯露出其邪惡的一面。雖然它被設計成表面看起來很友善，但它總是隱約的用行為或言語陷害著雪儿。例如送她到設置了機槍塔的危險軍事設施實驗室（第16關），理由是原本的實驗室正在維修；在實驗室17中，她給了雪儿一個重量同伴方塊（英語：Weighted Storage Companion Cube），是一個印有心形圖案的箱子，聲稱可幫助她過關，但最後卻又聲明「要在過關前對其執行安樂死。」（Unfortunately, it must be euthanized），並且要她將重量同伴方塊丟進火爐銷毀，前後矛盾。
當雪儿完成所有關卡後，GLaDOS祝賀雪儿，卻又在之後告訴她將會利用移動平台帶她到焚化爐的火海之中，又保證光圈科學的技術可抵受4000K的高熱。雪儿在被焚化爐燒死前用傳送門逃出了焚化爐，GLaDOS則派出了派對護送機器人準備把雪兒接回實驗區域，但雪兒決定離開，雪兒去到一些實驗室的維護室和沒有人的辦公室，再去到類似舊工廠的地方。這些地方都非常破舊，和實驗室形成鮮明對比。雪儿跟著牆上的紅色方向指引逃生，另外，牆上還寫上了其他不同的句子，其中最著名的是“the cake is a lie”（蛋糕是个謊言），還有一些類似求救或悼念它所銷毀的重量同伴方塊的留言(道格·拉特曼所留下）。
當雪儿在工廠內前進時，GLaDOS意圖利用物理方式及言語阻止她繼續。最後，雪儿找到GLaDOS的主機，然而此時GLaDOS卻先掉下倫理核心（英語：Morality Core）（倫理核心可使GLaDOS停止直接殺人行動），並且誘使雪儿丟進火爐銷毀。GLaDOS在倫理核心被銷毀後便開始排放神經毒氣，6分鐘後雪儿就會死亡（GLaDOS更宣稱曾使用神經毒氣殺死光圈科學的所有員工但似乎沒殺死道格·拉特曼）。雪儿只好把它其餘的三個核心零件（數字計算核心、好奇思想核心、憤怒思想核心）一個個地丟進火爐銷毀，引起主機故障並導致電腦超載。GLaDOS在超載後被炸成了碎片並被傳送至地面，雪儿雖然也一起回到地面，但也奄奄一息。而在2010年3月1日的更新片段之中，雪儿最後還是被當初GLaDOS在雪兒逃出實驗場地時派出的派對護送機器人給拖回工廠。
最後，遊戲的視角穿過舊工廠內無數的管道和支架，來到了一間漆黑的房内；房間中央有一盤黑森林蛋糕和一個重量同伴方塊，一些類似GLaDOS的人格核心零件的機械，原本它們都彷彿沒電一樣躺在架子上，後來卻陸陸續續的亮了起來。一支機械手降下並且把蠟燭熄滅。在最後的工作人員名單中，GLaDOS利用唱歌的方式作出報告，歌中多次提及它「仍然活着」，並且認為這次的實驗是很大的成功（Huge success）。
《传送门》对光圈科学的背景交代不多（在续作《传送门2》中则重点交代），不过可以得知《传送门》与《戰慄時空》处于同一世界：GLaDOS的主機螢幕上，常常出現戰慄時空中黑色高地的標記。在《戰慄時空2：二部曲》中，玩家可以看到一艘名为“北极光号”（英語：Borealis）、绘有光圈科学标志的破冰船。在戰慄時空的开发过程中，游戏中曾经有一章专门讲述北极光号的故事，不过后来这个点子被放弃，然后被删除了。

## 开发

### 概念
《传送门》是免费解谜游戏《Narbacular Drop》的精神续作。《Narbacular Drop》于2005年发布，由一群迪吉彭理工學院的学生开发，后来這些學生被維爾福雇用。在学院招聘会上，維爾福开发者罗宾·沃克看到这部游戏之后，便联系了游戏的开发者，并向他们提出建议，邀请它们到維爾福总部办公室来展示游戏。在游戏展示之后，維爾福总裁加布·纽维尔很快就聘用他们来进行进一步的开发。后来纽维尔评论道，他对迪吉彭理工學院的这个团队印象深刻，“他们确实带来了好的点子”，例如传送门和物理学的关系和相互作用，并且完成了大量工作，这样維爾福就不必从零开始了。《Narbacular Drop》中有几样元素被保留了下来，例如用分别用橙色和蓝色标识两个传送门。但是二者有一处重大差异，即《传送门》不能像《Narbacular Drop》那样透过一个已经建立好的传送门来建立新传送门。《Narbacular Drop》的剧情是一个公主试图逃出地牢，后来被设计成了光圈科技版本。在学生团队被聘用之后，《传送门》大约用了两年零四个月来完成，而开发小组却不到十个人。
在世界观方面，《传送门》开发小组与半条命系列编剧马赫·莱德劳合作。之所以这样做，一部分原因是，团队太小，在艺术设计方面缺少人手和资源，与其完全重新设计传送门系列的素材，不如利用现有的资源——半条命，即重用《半条命2》中的素材。编剧艾瑞克·沃保和切特·费里斯诗克设计了游戏中的对话。由人工智能引导玩家进行测试的概念就是在编剧早期阶段提出来的。他们一开始设计了一个没名字的、说话和蔼的人工智能，游戏在幽默的气氛下进行，假设玩家从事派对护送工作。然后他们发现游戏风格很合适，便按照这个思路继续设计，最终GLaDOS角色成型。GLaDOS是整个游戏的中心，正如艾瑞克·沃保所说，“我们设计游戏，使其有明显的开始、中间和结局，并且我们希望让GLaDOS的人格在这三个阶段中发生变化。”沃保还提到，使用蛋糕作为奖励的主意来自最初的开发过程，开发小组坐下来集体讨论游戏哲学是什么，沉默15分钟后，有人说很多人喜欢吃蛋糕，于是他的主意被采纳了。在实验室维护区，有关蛋糕的词句和绘画均由金·斯威夫特完成。

### 设计
因为开发者在测试时发现，玩家经常在没有用处的装饰上面浪费太多时间，所以游戏设计比较简洁，这样玩家就更容易找到谜题的解决要素。游戏设计参考了电影《绝地再生》内医院的风格。当开发者计划设计除实验室和维护区的第三区域，即办公室区域时，团队已经没有多少时间来进行设计。因为需要大量台词，“鼠人”（在维护区涂鸦和留下字迹的人）的设计也来不及了。不过这个角色在衔接《传送门》和《传送门2》剧情的漫画中出现了。从项目主管金·斯威夫特那里可以得知，最终的BOSS战被修改了很多次，一些创意被舍弃，例如让玩家被激光追踪，或者在不被炮塔击中的前提下令火箭转向，使其击中正在逃跑的GLaDOS。最终他们发现，在倒计时快要结束的情况下，测试玩家更喜欢简单一点的谜题。Swift说：“源于时间的压力会使玩家觉得谜题比在没有压力的情况下复杂得多。”艾瑞克·沃保也承认：“在战斗期间，为了简化对话，使用‘神经毒素’确实是个性价比高的选择。”
雪儿的脸和体型参考了美国自由职业女演员和配音艺术家阿萊西亞·格萊德韋爾。GLaDOS由愛倫·麥克萊恩配音。编剧艾瑞克·沃保在接受采访时说，“当我们还在四处寻找合适的炮塔声时，愛倫试了一系列沉闷的声音。我们没有用在炮塔上面，但是我们很喜欢这种发音，于是稍微修改了一下，最后就用在GLaDOS上面了。”GLaDOS身上的Anger Sphere（愤怒思想核心）的叫喊声由麦克·莫拉斯基配音。
重量同伴方块的灵感来自项目主管金·斯威夫特，还有一部分是艾瑞克·沃保阅读的“解密之后的审讯事件”，例如“测试对象在被孤立的情况下会倾向于依赖那些不会动的东西。”Swift评论道，“我们曾经设计一个关卡，叫做‘方块马拉松’，我们希望玩家把方块从关卡开始一直带到结束。不过玩家总是把方块忘到一边，所以我们加入了一些对话，在方块上面画了一个心形，而且不断提高关卡难度直到玩家能够记住随身携带方块。后来我们有了将其投入焚化炉的想法，其灵感就是从游戏过程中体会出来的。“沃保又补充道，焚化同伴方块的想法也类推到Boss战。玩家可能意识不到在Boss战中要使用焚化炉，所以就用同伴方块来训练玩家，这样二者“死法相同”，玩家也得到了“强化”。Swift说，如果人们觉得这个情节和米爾格倫實驗或《2001太空漫游》类似，那么纯属巧合。
传送门枪的全称“Aperture Science Handheld Portal Device”可以缩写成“ASHPD”，该名也可以理解为《半条命：针锋相对》主角阿德里安·谢泼德（英語：Adrian Shephard）的缩写。在游戏正式发布之前，这一点被玩家发现，于是开发小组在游戏中藏了一个键盘，其中组成“Adrian Shephard”字母的按键颜色与其他字母颜色明显不同。据金·斯威夫特交待，游戏中的黑森林蛋糕是她在雷德蒙德附近的丽晶面包店（英語：Regent Bakery & Cafe）发现的，她感觉这种蛋糕最好，于是便在游戏中使用了。作为游戏彩蛋，蛋糕的配方被编码成二进制格式，显示在游戏中的多个屏幕上面。丽晶面包店宣称，自从《传送门》正式发布，店里的黑森林蛋糕就成了店里的热卖品。

### 音轨
游戏中大多数音轨是环境音乐，由凯利·贝利和麦克·莫拉斯基合成，音乐风格黑暗神秘，正与游戏环境相匹配。游戏结束主题曲《仍然活着》乔纳森·库尔顿作曲，由GLaDOS配音演员，同时也是歌剧女高音的愛倫·麥克萊恩演唱。此外游戏内的收音机也播放快节奏、纯乐器演奏的《仍然活着》片段。编剧艾瑞克·沃保提到，作曲乔纳森·库尔顿在游戏发布前一年就被邀请到維爾福，尽管大家还不太清楚他能做出什么东西。“当我、金·斯威夫特和他会面的时候，我们很快就发现他对写GLaDOS歌曲有完美的灵感。”主题曲的创造受游戏《GOD HAND》影响，这也是艾瑞克·沃保最喜爱的游戏。2008年4月1日，《仍然活着》可在音乐游戏Rock Band中免费下载。《传送门》音轨作为橙盒音轨的一部分发布，其中《仍然活着》同时包括GLaDOS原始的演唱和Coulton本人的演唱。
2012年10月30日，《传送门》的音轨通过光盘零售发行，专辑名《Portal 2: Songs To Test By》，其中还包括《传送门2》的音轨。2014年9月24日，游戏音轨被发布到Steam音乐中，已购买游戏的玩家可以免费获得。

### 销售

随着重量存储方块的流行，維爾福想到了以游戏元素为主题来创收，例如小骰子。

《传送门》的流行使維爾福通过在线Steam商店售卖《传送门》风格的实体商品，例如广受欢迎的同伴方块毛绒玩具和模糊骰子。当他们第一次开卖时，不到24小时就销售一空。其他产品例如T恤衫、咖啡杯、贴纸也可从維爾福商店购买。其中“the cake is a lie”成为了网络迷因，不过编剧艾瑞克·沃保对此感到意外，因为他们原本希望玩家能够关注游戏结束时在屏幕上跳动的那个铁圈，还特地取名“Hoopy”，结果玩家却把铁圈忽略了。

## 發行

### 演示版
2008年1月，維爾福发布了名为“Portal: The First Slice”的演示版本，其中包括了实验室0到实验室10，玩家可免费下载试玩。作为与Nvidia公司的合作计划，使用Nvidia显卡的Steam玩家可以免费下载包括《Portal: The First Slice》、《戰慄時空2：死鬥模式》、《戰慄時空2：消失的海岸線》和《Peggle Extreme》在内的游戏。

### 传送门
《传送门》最初作为橙盒的一部分于2007年10月9日发行，包括Windows系统和Xbox 360平台，2007年12月11日发布PlayStation 3平台版本。Windows版也可以通过Steam购买和下载，于2008年4月9日发布零售版本。零售版在北美由EA發行，在台灣則由松崗科技代理發行，橘盒命名為重裝旗艦包。
对于維爾福而言，将《传送门》与《半条命2：第二章》、《军团要塞2》捆绑销售是一次营销上的试验。他们并不知道《传送门》能否成功，所以这样做会“保险”一些。而且游戏的定价也不太高以免因玩家不满而失败。后来才发布零售版本。
2010年5月12日，在Steam发布Mac版客户端时，《传送门》是在維爾福开发的游戏中第一批支持Mac OS X系统的游戏。，并支持Steam Play，也就是说，只要玩家购买了游戏，不管是苹果电脑还是普通电脑，都可以直接下载。作为促销手段，两周之内，只要使用Mac版Steam，就可以免费玩到《传送门》。促销的第一周，《传送门》在Steam上就被下载了150万次。2011年9月，接近学校开学的时候，維爾福又做了一次类似的促销，鼓励玩家将游戏用作学习科学和数学的教学工具。維爾福评论道《传送门》“使物理学、数学、逻辑学、空间推理、概率和解题变得生动有趣”。这些知识和能力是一个儿童所必需的。美国教育部提倡开发用于教育领域的电子工具，維爾福即响应了这个倡议。
2014年3月25日举办的GPU技术大会上，Nvidia宣布他们将通过Nvidia Shield方案把《传送门》移植到Android系统中。移植版于2014年5月12日发布。

### 传送门：仍然活着
2008年E3大会上，維爾福宣布《传送门：仍然活着》将作为Xbox Live Arcade游戏发布。10月22日游戏正式发布，包括原作和14个新关卡，还有新的成就。额外关卡以团队“We Create Stuff”制作的地图包《Portal: The Flash Version》为基础，还有一些關卡与剧情无关。发言人Doug Lombardi表示，微软起初拒绝《传送门》登陆Xbox因为游戏体积太大。《传送门：仍然活着》受到了评论者的好评，1UP.com的Andrew Hayward评论到，因为橙盒物美价廉还容易入手，《传送门》现在“比以往更强大”。在IGN的排名前十的Xbox Live Arcade游戏中，《传送门：仍然活着》位居第五。编辑卡姆·謝伊认为该游戏和橙盒捆绑销售，因此排名有一定的争议，不过他仍然对游戏的新地图表示赞扬。后来的2010年9月，《传送门：仍然活着》的排名被改为第七。

### 模组
《传送门》已形成了一个模组社区，用户可设计自己的地图包或进行更深层次的修改。此外也有一些基于《传送门》的衍生作品。例如：
- 一个名为“We Create Stuff”的团队在橙盒发布之后开发了基于Adobe Flash的传送门游戏，叫做《Portal: The Flash Version》。该Flash版本受到了社区的好评。[69]后来团队将其转换成可在原版《传送门》中游戏的地图包。[70]
- 一个名为《传送门序曲》（Portal: Prelude）的模组也是由非官方的独立团队开发的。该模组讲述了光圈科学在GLaDOS启动之前的故事，内含19个需要操作技巧的高难度实验室。[71][72]
- ASCII版《传送门》由名为Joe Larson的人开发。[73][74]
- 《传送门》被非官方地移植到iPhone上面，通过Unity游戏引擎实现，不过其中只有一个实验室是来自原作的。[75][76]
- Mari0是一个混合《传送门》和《超级马里奥兄弟》游戏元素的小游戏。[77]

### 续作
设计师金·斯威夫特说，《传送门》未来的发展将取决于社区的反映，并提到“我们仍然在玩这个游戏，思考接下来是做成多人游戏，还是出续集，或者只是发布新地图包。”在招聘更多配音演员之后，有关制作续集的传言出现。2010年3月10日，維爾福官方宣布《传送门2》将在年末发布。游戏最初的结局是雪儿打败了GLaDOS，GLaDOS被摧毁，雪儿也被留在户外的停车场。后来維爾福发布了一个更新，结局变为GLaDOS被摧毁后，雪儿在停车场被一个“派对护送机器人”拖回了设施，以此来表示《传送门2》即将发布。虽然官方最初宣布在2010第四季度发布正式版，但游戏最终是在2011年4月19日发布的。

## 评价
| 汇总媒体     | 得分   |
| ------------ | ------ |
| GameRankings | 88.81% |
| Metacritic   | 90/100 |

| 媒体      | 得分    |
| --------- | ------- |
| 1UP.com   | A       |
| Eurogamer | 9/10    |
| GameSpot  | 9.0/10  |
| GameSpy   | 4.5/5.0 |
| IGN       | 8.2/10  |

《传送门》因独特的游戏方式和黑色幽默而好评如潮，经常比橙盒中另外两部游戏《半条命2：第二章》和《军团要塞2》获得更多好评。Eurogamer评论道“从一系列含糊的任务到清晰的半条命剧情，游戏进程绝对是天才的设计。”GameSpy评论道“《传送门》在游戏长度方面有所不足，但是它的娱乐性弥补了这一缺陷”游戏因寂寥无人的环境而受到批评，因内容长度不足同时受到了批评和表扬。基于游戏排名中的27篇测评，PC零售版游戏获得了89%的评分；基于Metacritic的28篇测评，游戏获得了90%的评分。在《传送门2》发布之后，維爾福宣称《传送门》已售出超过四百万份，其中包括零售版、橙盒和Xbox Live Arcade的销量。这个销量不包括通过Steam本身购买和下载的游戏。
一些玩家成为同伴方块的粉丝，即使同伴方块并没有生命，也不会说话。有些玩家将游戏元素（传送门枪、蛋糕、方块、炮塔）做成玩偶、纸制模型或电脑外壳。《传送门》程序员Jeep Barnett说，玩家曾向維爾福反映，与杀死《生化奇兵》里的“小妹妹”相比，将同伴方块扔进焚化炉更容易引起情感上的反应。GLaDOS和同伴方块均被提名为G4的最佳新角色奖，GLaDOS因“多年以后玩家仍然能够一直关注和评论她”而获奖。
《传送门》是评测节目零标点符号当时唯一没有讽刺和负面评价的游戏，被称为“在有人发明强力反馈口袋之前，这是你在PC上面能玩到的最有趣的游戏。”节目主持Croshaw接着评价，“我曾期待一个好玩的、基于传送的解谜游戏，而《传送门》正是我想要的，但是我没有想到，游戏中还出现了我有生以来见过的最有趣的黑色幽默。”他说，虽然游戏很短，两到三个小时的长度正好，而且游戏所受的欢迎超过了游戏长度，同时赞扬游戏“从头到尾都绝对非凡”（他还补充到，如果过去对某个游戏也这样高度评价，那就是往眼睛里塞了叉子）。
人们认为《传送门》的故事很好地符合了厄文·高夫曼的拟剧论著作《日常生活中的自我呈現》——一个人在台前幕后的面具人格。《传送门》仔细布置了前台——经过精心伪装的“丰富学习中心”，然后通过一些“技术故障”暗示了幕后的实际问题。在玩家逐渐深入游戏的过程中，幕后的真相慢慢被揭开。游戏作品也成为了课堂教学的材料之一，例如2010年瓦伯西學院教授戈夫曼将游戏用于新生课程，使学生从多个视角理解人性的基本问题，培养学生的社群观念。《传送门》也是一个很好符合鷹架理論而且适用于学术学习环境的例子——关卡经过精心设计，一开始在提示很多的情况下解决简单的谜题，随后逐步减少提示，最后在游戏后半段去掉所有提示。游戏评测网站“岩石、紙張、獵槍”的Hamish Todd认为《传送门》是游戏设计中的典范——在玩家获得传送门枪之后，不做任何明确说明，就能够循序渐进地向玩家介绍抛掷等概念。从2012年2月14日到9月30日，《传送门》在史密森尼艺术展上作为“现代Windows”平台的“动作”章节被展示。

### 获奖情况
《传送门》赢得了很多奖项，例如：
- 游戏开发者选择奖（2008年）：年度游戏、游戏创新聚光灯、最佳游戏设计[115]
- IGN（2007年）：最佳解谜游戏（PC、Xbox 360）、[116][117]PC端最有创意设计、[118]最佳游戏结束主题曲（Xbox 360，Still Alive），[119]基本上包揽了最佳解谜游戏和最具创新设计的荣誉。[120][121]
- GameSpot（2007年最佳游戏）：最佳解谜游戏、[122]最佳新角色（GLaDOS）、[123]最滑稽游戏、[124]最佳原创游戏机械（传送门枪）[125]。此外，GLaDOS在IGN的前一百个游戏坏角色中排名第一。[126]
- 1UP.com（2007年）：年度游戏（PC）、最佳故事（PC）、最佳创新（PC和游戏机）[127]
- GamePro（2007年）：最令人难忘的坏角色（GLaDOS）[128]
- Joystig（2007年）：年度游戏、[129]Good Game（英语：Good Game）[130]和Shacknews.[131]
- X-Play（2007年）：最佳原创游戏[132]
- 官方Xbox杂志2007年度游戏：最佳新角色（GLaDOS）、最佳原创歌曲（Still Alive）、年度创新奖[133]
- GameSpy（2007年）：最佳解谜游戏、[134]最佳角色（GLaDOS）、最佳伴侣（同伴方块）[134]
- 影音俱樂部：2007年度最佳游戏[135]
- Penny Arcade（英语：Penny Arcade (webcomic)）（2007年）：最佳音轨、最佳剧本、最佳新型机械[136]
- Eurogamer（2007）：《传送门》在其五十大游戏中排名第一。[137]
- GamesRadar一直将《传送门》视为最佳游戏。[138]
- 2012年11月，《时代》将《传送门》视为100个最佳电子游戏之一。[139]
- 《连线》认为《传送门》是21世纪前十年最有影响力的游戏之一，是电子游戏中靠质量而非数量获得成功的楷模。[140]

## 影響
「蛋糕是個謊言」在恩斯特·克萊恩創作的2015年科幻小說《一級艦隊》中出現。而在電子遊戲《Minecraft》中，首次在遊戲中製造蛋糕會獲得一個叫「蛋糕是個謊言（The Lie）」的成就。

## 外部連結
- （英文） 橘盒官方首頁
- （英文） Valve創辦的網頁Aperture Science （页面存档备份，存于）